# Mouvement des femmes au Maroc
 (mars 2021).
La mise en forme du texte ne suit pas les recommandations de Wikipédia : il faut le « wikifier ».
Les points d'amélioration suivants sont les cas les plus fréquents. Le détail des points à revoir est peut-être précisé sur la page de discussion.
- Les titres sont pré-formatés par le logiciel. Ils ne sont ni en capitales, ni en gras.
- Le texte ne doit pas être écrit en capitales (les noms de famille non plus), ni en gras, ni en italique, ni en « petit »…
- Le gras n'est utilisé que pour surligner le titre de l'article dans l'introduction, une seule fois.
- L'italique est rarement utilisé : mots en langue étrangère, titres d'œuvres, noms de bateaux, etc.
- Les citations ne sont pas en italique mais en corps de texte normal. Elles sont entourées par des guillemets français : « et ».
- Les listes à puces sont à éviter, des paragraphes rédigés étant largement préférés. Les tableaux sont à réserver à la présentation de données structurées (résultats, etc.).
- Les appels de note de bas de page (petits chiffres en exposant, introduits par l'outil «  Source ») sont à placer entre la fin de phrase et le point final[comme ça].
- Les liens internes (vers d'autres articles de Wikipédia) sont à choisir avec parcimonie. Créez des liens vers des articles approfondissant le sujet. Les termes génériques sans rapport avec le sujet sont à éviter, ainsi que les répétitions de liens vers un même terme.
- Les liens externes sont à placer uniquement dans une section « Liens externes », à la fin de l'article. Ces liens sont à choisir avec parcimonie suivant les règles définies. Si un lien sert de source à l'article, son insertion dans le texte est à faire par les notes de bas de page.
- La présentation des références doit suivre les conventions bibliographiques. Il est recommandé d'utiliser les modèles {{Ouvrage}}, {{Chapitre}}, {{Article}}, {{Lien web}} et/ou {{Bibliographie}}. Le mode d'édition visuel peut mettre en forme automatiquement les références.
- Insérer une infobox (cadre d'informations à droite) n'est pas obligatoire pour parachever la mise en page.

Pour une aide détaillée, merci de consulter Aide:Wikification.
Si vous pensez que ces points ont été résolus, vous pouvez retirer ce bandeau et améliorer la mise en forme d'un autre article.
Le mouvement des femmes au Maroc ou le mouvement féministe au Maroc  est créé par un groupe de courants politiques, académiques et culturels avec des objectifs féministes qui travaillent et militent pour la défense des droits des femmes et l'égalité des sexes au Maroc. Les origines des mouvements féministes marocaines remontant aux années 1940,,.

## Naissance
Le début de son émergence remonte aux années 1930, à l'époque du colonialisme français et espagnol. Mais le véritable début du mouvement des femmes marocaines en tant que mouvement indépendant remonte aux années 1980. Le but du mouvement était d'influencer la structure de la famille marocaine et la structure sociale du Maroc, de défendre les droits et la dignité des femmes, et de plaider pour la réalisation de l'égalité dans le droit entre les deux  sexes.
- Le début était avec l'Association Sœurs de Safa en 1947, une association affiliée au Parti de la Choura et de l'Indépendance, dominée par l'héritage religieux et le contexte du colonialisme, où la priorité de la lutte était l'indépendance du Maroc. Cette association a appelé à l'éducation des filles, à l'ouverture les portes à la participation politique des femmes, modifier les lois sur le divorce pour devenir plus équitable pour les femmes et abolir la polygamie
- Dans les années 1940, la branche des femmes su Parti de l'indépendance a été créée pour exiger la fourniture d'un enseignement secondaire pour les filles et pour contribuer au travail politique.

Les années 1980 ont été un bond quantitatif et qualitatif dans le nombre d'associations en général et d'associations de femmes en particulier. Cela résulte de l'impact et de la régression causée par le programme d'évaluation structurelle dans la société marocaine. La décennie des années 1990 peut être considérée comme une décennie de lancement d'un mouvement de femmes aux dimensions civiles, sociales, économiques et culturelles profondes, alors que les associations ont commencé à s'orienter davantage vers l'indépendance, la spécialisation et le professionnalisme. En effet, on peut dire qu'une nouvelle génération d'associations a émergé à ce stade pour faire face aux changements économiques et sociaux, à travers la poursuite du travail d'équipe institutionnalisant en termes de concepts, de performances et d'orientations, afin de suivre l'évolution de la méthodologie pour aborder les enjeux de développement social.
Le mouvement des femmes immédiatement après l'indépendance
Ce mouvement comprend des associations de femmes, des militants politiques, syndicaux et des droits humains, des acteurs médiatiques et des institutions scientifiques. 

### Union progressiste des femmes marocaines
Elle a été créée le 22 avril 1962 à Casablanca, rue de l'Armée royale, pour mettre en place l'Union des femmes marocaines progressistes, afin de parvenir à la justice, la démocratie, la liberté, la reconnaissance du statut de la femme, l'amélioration de leurs conditions de travail, égalité, une nouvelle législation sociale et abolition de toutes les formes de discrimination.

### Union nationale des femmes marocaines
Cette organisation a été créée à l'initiative du roi Hassan II le 6 mai 1969, et c'est une initiative qui témoigne de l'intérêt particulier que le roi portait au développement du statut de la femme marocaine et à la défense de ses droits, à l'instar de son père, Mohamed V, qui a inauguré la renaissance de la femme marocaine.

## Les composantes les plus importantes du mouvement des femmes dans les années 1980
Le mouvement des femmes marocaines se caractérise par sa diversité. Certains travaillent sur la question des femmes et les problèmes qui y sont liés, et d'autres travaillent sur la famille et l'enfance et autres questions liées à l'égalité, l'équité et les droits. Aussi, on trouve des associations nationales et locales, ainsi que des réseaux et des alliances.

### Union nationale des étudiants du Maroc
Le mouvement étudiant a créé ce cadre en 1956. Il était dans les premières années sous le contrôle du Parti de l'indépendance, mais après la scission du Parti de l'indépendance et l'émergence de l'Union nationale des forces populaires, LUNEM est devenue une organisation populaire, progressiste, démocratique et indépendante. De nombreuses femmes y ont adhéré et  ont créé par la suite des associations de femmes.

### Le journal du8 mars
Il a été fondé par des militants de l'Organisation de l'action démocratique populaire en 1983, et ils l'ont amené dans la plupart des foyers marocains dans le but de changer les mentalités. La publication du premier numéro du journal 8 mars, au début de novembre 1983, et son émergence ont constitué un tournant décisif dans la voie du mouvement des femmes. Ce fut une expérience journalistique unique qui a contribué à la formation des droits de l'homme sensibilisation dans notre pays et a pu attirer des noms de sensibilités et de colorations, ce qu’aucun autre mouvement n’a pu faire. Les noms suivants ont participé à la rédaction: Aïcha Loukhmas, Latifa Ajbabdi, Zahra Ouardi, Fatima Zahra Azriouil, Fatima Zahra Tamouh, Fatima Mernissi, Zahoor Al-Alawi, Hakima Naji, Saadia Waddah, Khadija Shaker, Fatima Makhdash, Khadija Amiti, Nadjia Al-Qabia, Fatima Al-Magnaoui (Al- Madbouh), Khadija Ababajat Al-Qabbaj, Fatima Al-Maguyissi (Al-Madbouh), Khadija Ababajah, Khadija Al-Magnaoui (Al-Madbouh), Khadija Ababajah, Fatima Al- Magnaoui. Al- Najji, Houria Sherif El-Hawat, Nazha Al-Alawi, Damia Benkhoya, Fatima Al Zahraa Salah, Aisha Khamlish, Fawzia Nyoub et Nora pour Mahdar, Aisha Al-Karah, Afaf Al-Jazouli, Al-Bashir Al-Nahl et Saadia Al-Chadli.

### Association démocratique des femmes du Maroc
La première association de femmes a été créée en 1985 à Casablanca et était une émanation de l'organisation des femmes du parti pour le progrès et le socialisme. Nouzha Skalli, Amina Lamrini Al-Wahhabi et Rabéa Naciri, cofondatrice. À ce sujet, Malika Naciri déclare: « Depuis plusieurs années, nous cherchons à aller au-delà de la pure participation politique et à élargir le mouvement pour inclure femmes indépendantes qui réfléchissent à la question des femmes par rapport à la loi, à la pratique économique et à l’expérience d’autres pays. » Nous avons appelé à mettre fin à la discrimination dans l'utilisation des terres paysannes et à une répartition équitable des droits  entre les hommes et les femmes des terres héritées. Le 24 octobre 2019, L'ADFM a publié une déclaration exigeant que les décrets d'application soient publiés pour les lois régissant les terres de certains communes rurales qui discriminent les femmes. L'ADFM a aussi organisé un colloque national en 2019  à propos de la révision du code de la famille, point d'entrée essentiel pour l'autonomisation économique qui a coïncidé avec la loi de finances 20.20, qui inclut dans ses dispositions la résolution des déséquilibres sociaux, où le débat social a été lancé, à propos de l'article 49, qui est un article lié au partage des gains pendant le mariage, afin de lutter contre la pauvreté et la vulnérabilité des femmes. L’ADFM publiait le journal Femmes du Maroc

### Union de l'Action Féministe
La publication du journal du 8 mars est un événement historique et un saut qualitatif dans la lutte des femmes, car ce journal a été l'aboutissement des efforts d'un groupe d'activistes cherchant à démocratiser la société en lançant une initiative intellectuelle qui vise à reconsidérer la question des femmes comme constituant un enjeu de société. Ce journal a mis l'accent sur le fait que la libération de la femme passe par le partage des responsabilités et l'arrêt de son exploitation  par l'homme que ça soir dans le foyer ou à l'extérieur.  Pour ce mouvement, le féminisme n'est pas un mouvement contre les hommes, mais un mouvement pour  les droits des femmes et citoyennes ayant des droits et devoirs. L’étincelle de cette lutte s’est intensifiée avec l’idée de créer une organisation parallèle, l’Union de l’action féministe, le 3 novembre 1987, qui a mené la campagne d'une pétition d'un million de signatures pour changer le Code du statut personnel en 1992.

### Association marocaine des droits des femmes
Il a été créé en 1992 par des femmes membres de l'Union nationale des étudiants marocains. Toutes les personnes impliquées sont des femmes, et les hommes sympathisants peuvent obtenir un statut de membre honoraire. Son premier travail a été d'organiser des clubs d'alphabétisation pour femmes. En 1998, l'association a obtenu un soutien européen pour mettre en œuvre des projets de protection de l'analphabétisme des femmes. Et aussi pour l'autonomisation des femmes victimes de violence. Elle était présidé par Naima Benwakrim, Najat Al-Razi, Damia Benkhoia, Fatima Al-Shaouti, Habiba Al-Zahi et Sumeesh Riaha Zamina Fawzri.
L'AMDF a participé avec d'autres associations de femmes à créer les centres d'écoute pour femmes victimes de violence, en partenariat avec le ministère de la Justice.

### Ligue fédérale des droits des femmes
1993 année.

## Réseaux et alliances
Alliance du printemps de la dignité. Réseau Anarouz pour les centres d'écoute des femmes victimes de violence, Réseau Voix de l'égalité, Réseau Meshaal, Alliance Insarar pour l'autonomisation et l'égalité, etc.

## Réalisations les plus importantes

### Printemps de l'égalité
Ce mouvement a mis le point sur la communication et la réappropriation du référentiel religieux en se basant sur des nouvelles lectures des nouveaux penseurs de l'Islam. Dans son plaidoyer pour la réforme du Code du statut personnel (CSP), ce mouvement a organisé plusieurs manifestations, des sit-in, des conférences, des tables rondes, séminaires et réunions publiques. et qui ont été couronnés par l’annonce de la réforme du CSP en 2003 et son approbation par le parlement marocain en 2004 

### Pétition d'un million de signatures
Elle a été lancée par l'Association Démocratique des Femmes Marocaines lors de sa conférence fin décembre 1991 à Rabat, et il s'agit d'une pétition appelant à la modification du Code du Statut Personnel,
Cette campagne a été l'inauguration de la transition du mouvement des femmes du stade de la construction organisationnelle et de l'établissement intellectuel et idéologique de la question des femmes au stade de la lutte pour la revendication et du plaidoyer pour la promotion des droits des femmes conformément à ce qui est internationalement reconnu dans les droits humains. système. Alors que cette campagne faisait face à une vague de rejet de la part de certaines factions de l'islam politique marocain, au point d'expier certains de ses visages, de lancer des fatwas contre eux et de demander à l'État d'intervenir pour arrêter la campagne, et diverses formes de pression ont été exercées sur la Union of Women's Action pour arrêter la campagne, alors que le Parti de la justice islamique et du développement mobilisait tout. Il avait l'énergie pour exprimer son rejet de la proposition de réforme et a enrôlé toutes ses branches pour s'engager dans une large campagne contre la mobilisation organisée par le mouvement des femmes.

## Le Plan national pour l'intégration des femmes dans le développement 1999
Est une stratégie nationale proposée dans le cadre des projets soumis par le Gouvernement de l'alternance dirigé par Abderrahman Youssoufi, en 1999. Ce projet a été préparé par le ministre chargé de la promotion de la condition de la femme, Saïd Saadi, avec la participation des femmes activistes modernistes et adhérant à l'esprit des conventions internationales, qui s'opposent à toutes les formes de discrimination à l'égard des femmes. la CEDAW. Plusieurs facteurs  se sont réunis pour la mise en place de ce plan, notamment: la lutte des mouvements de femmes et de leurs filiales, le développement de la société civile, l'efficacité des femmes dans ce domaine, et l'approfondissement de la prise de conscience des femmes.  La création d'unités de recherche dans les universités marocaines sur la condition de la femme a aussi facilité ce projet. Mais ces recherches ne sont pas actuellement  disponibles pour les chercheurs, car elles n'ont pas été documentées dans des bibliothèques renommées et centres de recherche malgré son importance historique.
Ce projet a marqué une rupture entre une époque où la discussion sur le statut personnel n'était pas faite au Parlement puisqu'il était l'apanage de la sphère religieuse. Ce qui distingue le discours du plan, c’est qu’il appelle à des réformes des dispositions du Code du statut personnel et à la préservation des droits des femmes afin d’élargir ses revendications et de faire le lien entre le plan et l’intégration des femmes dans le développement, en bénéficiant de la Conférence internationale. sur la population et le développement, qui a été mentionnée dans l'action 3-18 : Les injustices et les obstacles existants qui se dressent devant les femmes devraient être supprimés. L'accent est mis que la participation des femmes à la conception et à la mise en œuvre politiques leur droit d'hériter de la propriété. Les gouvernements, les organisations non gouvernementales et le secteur privé devraient investir dans l'éducation et le développement des compétences des femmes et des filles, les droits juridiques et économiques des femmes et dans tous les aspects de la santé reproductive, y compris la planification familiale et la santé sexuelle, afin de leur permettre de contribuer efficacement à la croissance économique, au développement durable et à en bénéficier. 
Le débat s'est terminé par l'organisation le 12 mars 2000 de deux célèbres rassemblements, l'un à Rabat par le mouvement des femmes et ses alliés, et le second à Casablanca par l'Autorité nationale pour la protection de la famille marocaine, qui comprenait principalement des membres de la justice et du développement, et a rejoint la marche. Le Groupe  du mouvement islamiste Justice et bienfaisance[pas clair]. Immédiatement après, le gouvernement a formé un comité pour se pencher sur la question qui prendra une nouvelle tournure après que le roi eut reçu un certain nombre d'activistes du mouvement des femmes un an plus tard, en mars 2001.
Ce plan a rencontré une forte opposition de la part du ministre des Dotations et des Affaires islamiques, Abdelkebir M'Daghri Alaoui, et de l'Association des savants marocains qui a publié une déclaration le 27 mai 1999, et le Dar al-Hadith al -Les diplômés d'Hassania s'y sont également opposés dans une déclaration le 20 juin 1999, et à l'Autorité nationale des Adouls du Maroc avec une déclaration à eux également le 22 juillet. Face à l'ampleur de cette opposition, les efforts et les partis des mouvements de femmes se sont réunis au sein d'une commission nationale pour la protection de la famille marocaine.

### Réalisations au niveau de l'évolution des lois
- Fournir la constitution des mécanismes et mesures qui garantissent la mise en œuvre des droits des femmes (chapitre dix-neuf)
- Assurer la primauté des accords internationaux sur le droit national,
- Interdiction de la discrimination fondée sur le sexe,
- Reconnaissant l'égalité des hommes et des femmes en tous droits,
- Obliger les pouvoirs publics à œuvrer pour atteindre la parité entre les hommes et les femmes dans tous les domaines.

## Personnalités notables
- Malika El Fassi, née le 19 juin 1919 à Fès. J'ai combattu dans les rangs du mouvement national.
- Fatima Mernissi, née en 1940, Fès - 30 novembre 2015
- Nouzha Skalli, née le 25 mai 1950 Nouveau
- Amina Lamrini, née le 14 septembre 1952 à Nador, a fondé «l'Association démocratique des femmes marocaines» en juin 1985, avec un groupe de ses amis.
- Rabéa Naciri, née à Casablanca ( 10 février 1954 ), militante des droits de l'homme et défenseure des questions d'égalité des sexes, membre fondatrice de l'Association démocratique des femmes du Maroc et ancienne présidente et l'une des fondatrices de l'Association marocaine des droits humains (OMDH)[12]
- Sarah Soujar est née à Casablanca le 2 juin 1988. Elle a participé au mouvement du 20 février 2011. Sarah, avec plusieurs de ses collègues, a établi un nouveau cadre appelé «Jeunes femmes pour la démocratie» [13]
- Latifa El Bouhsini (1963)
- Latifa Jbabdi
- Asma Lamrabet, née en 1963
- Fouzia Assouli
- Khadija Ryadi
- Soumaya Naamane Guessous
- Aïcha Chenna
- Layla Al-Rhioui[14]